# روسيميد (كاليفورنيا)
روسيميد (بالإنجليزية: Rosemead )‏ هي إحدى مدن مقاطعة لوس أنجليس، كاليفورنيا. تم إعطاءها لقب مدينة في 4 أغسطس، 1959.

## التركيبة السكانية
حدّد مكتب تعداد الولايات المتحدة بيانات التركيبة السكانية لروسيميد في تعداد الولايات المتحدة. في ما يلي، التركيبة السكانية حسب تعدادي 2000 و2010.

### تعداد عام 2000
بلغ عدد سكان روسيميد 53,505 نسمة بحسب تعداد عام 2000، وبلغ عدد الأسر 13,913 أسرة وعدد العائلات 11,628 عائلة مقيمة في المدينة. في حين سجلت الكثافة السكانية 3,992.9 نسمة لكل كيلومتر مربع (10,341.6/ميل2). وبلغ عدد الوحدات السكنية 14,345 وحدة بمتوسط كثافة قدره 1,070.5 لكل كيلومتر مربع (2,772.6/ميل2).
وتوزع التركيب العرقي للمدينة بنسبة 26.57% من البيض و0.68% من الأمريكيين الأفارقة و0.85% من الأمريكيين الأصليين و48.76% من الأمريكيين ذوي الأصول الآسيوية و0.06% من سكان جزر المحيط الهادئ و19.69% من الأعراق الأخرى و3.38% من عرقين مختلطين أو أكثر و41.30% من الهسبانيون أو اللاتينيون من أي عرق.
بلغ عدد الأسر 13,913 أسرة كانت نسبة 51.2% منها لديها أطفال تحت سن الثامنة عشر تعيش معهم، وبلغت نسبة الأزواج القاطنين مع بعضهم البعض 58% من أصل المجموع الكلي للأسر، ونسبة 17.4% من الأسر كان لديها معيلات من الإناث دون وجود شريك، بينما كانت نسبة 8.2% من الأسر لديها معيلون من الذكور دون وجود شريكة وكانت نسبة 16.4% من غير العائلات. تألفت نسبة 12.6% من أصل جميع الأسر من عدة أفراد يعيشون في نفس المنزل ونسبة 5.3% كانت تتألف من شخص يعيش بمفرده يبلغ من العمر 65 عاماً أو أكثر. وبلغ متوسط حجم الأسرة المعيشية 3.80، أما متوسط حجم العائلات فبلغ 4.11.
بلغ العمر الوسطي للسكان 32.3 عاماً. وكانت نسبة 27.3% من القاطنين تحت سن الثامنة عشر، وكانت نسبة 10.4% بين الثامنة عشر والرابعة والعشرين عاماً، ونسبة 31.5% كانت واقعةً في الفئة العمرية ما بين الخامسة والعشرين والرابعة والأربعين عاماً، ونسبة 19.5% كانت ما بين الخامسة والأربعين والرابعة والستين، ونسبة 10.2% كانت ضمن فئة الخامسة والستين عاماً فما فوق. يوجد لكل 100 أنثى 96.8 ذكر، ويوجد لكل 100 أنثى في الثامنة عشر من عمرها فما فوق 93.3 ذكر.
بلغ متوسط دخل الأسرة في المدينة 36,181 دولارًا، أما متوسط دخل العائلة فبلغ 36,552 دولارًا. وكان متوسط دخل الذكور 26,545 دولارًا مقابل 22,353 دولارًا للإناث. وسجل دخل الفرد الخاص بالمدينة 12,146 دولارًا. وكانت نسبة 19.4% من العائلات ونسبة 22.8% من السكان تحت خط الفقر، وكان من هؤلاء نسبة 31% تحت سن الثامنة عشر ونسبة 12.5% في الخامسة والستين من العمر وما فوق.

### تعداد عام 2010
بلغ عدد سكان روسيميد 53,764 نسمة بحسب تعداد عام 2010، وبلغ عدد الأسر 14,247 أسرة وعدد العائلات 11,903 عائلة مقيمة في المدينة. في حين سجلت الكثافة السكانية 4,012.2 نسمة لكل كيلومتر مربع (10,391.6/ميل2). وبلغ عدد الوحدات السكنية 14,805 وحدة بمتوسط كثافة قدره 1,104.9 لكل كيلومتر مربع (2,861.7/ميل2).
وتوزع التركيب العرقي للمدينة بنسبة 21.11% من البيض و0.51% من الأمريكيين الأفارقة و0.74% من الأمريكيين الأصليين و60.67% من الأمريكيين ذوي الأصول الآسيوية و0.06% من سكان جزر المحيط الهادئ و14.77% من الأعراق الأخرى و2.15% من عرقين مختلطين أو أكثر و33.75% من الهسبانيون أو اللاتينيون من أي عرق.
بلغ عدد الأسر 14,247 أسرة كانت نسبة 44% منها لديها أطفال تحت سن الثامنة عشر تعيش معهم، وبلغت نسبة الأزواج القاطنين مع بعضهم البعض 56.3% من أصل المجموع الكلي للأسر، ونسبة 17.6% من الأسر كان لديها معيلات من الإناث دون وجود شريك، بينما كانت نسبة 9.6% من الأسر لديها معيلون من الذكور دون وجود شريكة وكانت نسبة 16.5% من غير العائلات. تألفت نسبة 12.2% من أصل جميع الأسر من عدة أفراد يعيشون في نفس المنزل ونسبة 5.9% كانت تتألف من شخص يعيش بمفرده يبلغ من العمر 65 عاماً أو أكثر. وبلغ متوسط حجم الأسرة المعيشية 3.74، أما متوسط حجم العائلات فبلغ 3.99.
بلغ العمر الوسطي للسكان 38.1 عاماً. وكانت نسبة 22.7% من القاطنين تحت سن الثامنة عشر، وكانت نسبة 9.7% بين الثامنة عشر والرابعة والعشرين عاماً، ونسبة 27.8% كانت واقعةً في الفئة العمرية ما بين الخامسة والعشرين والرابعة والأربعين عاماً، ونسبة 26.8% كانت ما بين الخامسة والأربعين والرابعة والستين، ونسبة 13% كانت ضمن فئة الخامسة والستين عاماً فما فوق. وتوزع التركيب الجنسي للسكان بنسبة 49.3% ذكور و50.7% إناث.

## توأمة
لروسيميد (كاليفورنيا) اتفاقيات توأمة مع كل من:
- كيلونغ
- سابوبان

## أعلام
- واين إنغليستاد